# Пијанино
Пијанино итал. pianino (деминутив) инструмент је мање величине намењен за кућну употребу и направљен са сврхом уштеде простора. Има мањи резонатор него клавир, због чега су му жице распоређене усправно (енгл. Upright piano). Мањи резонатор значи и мањи волумен звука, али иначе овај инструмент звучи исто као и клавир.
Опсег клавира обухвата тонове од субконтра A (2A) до c5. Музика за клавир најчешће се пише у два линијска система. Горњи систем се углавном изводи десном руком, и најчешће се записује у виолинском кључу док се доњи систем углавном изводи левом руком и записује у бас кључу. Извођач чији је инструмент клавир зове се пијаниста.
Пијанино, је компактнији јер су оквири и жице вертикални. Пијанино је генерално  јефтинији од  полуконцертног и концертног клавира. Пијанино се највише користи у црквама, школама, музичким конзерваторијумима и универзитетским музичким програмима као инструменти пробе и праксе, а они су популарни модели за куповину у кући. Чекићи се померају водоравно и враћају се у своју мировну позицију помоћу опруга, који су подложни деградацији. 

## Историја клавира
Клавир је наследник чембала, клавикорда и других некадашњих инструмената са диркама. Општеприхваћено мишљење је да је изумитељ клавира Бартоломео Кристофори, који је своју идеју по први пут реализовао око 1720. године, тако што је уместо тада коришћеног механизма гавранових пера која окидају жицу направио систем чекића који звук производе ударцем о жицу. Тиме је постигао зависност јачине одсвираног тона од јачине удара прста на дирку што је у то време била новост, јер се раније окидањем жице преко механике дирки могла постизати само једна јачина тона. Због овога су се први клавири називали „piano e forte“ (итал. piano e forte - тихо и гласно). Piano e forte је први почео правити Готфрид Зилберман (Gottfried Silberman), немачки израђивач инструмената са диркама. Његови ученици су наставили производњу ових инструмената и усавршавали је у Енглеској и Бечу, по којима су развијени механизми добили имена. Израда клавира са бечком механиком била је најмасовнија на прелазу из 19. у 20. век. 
Временом ју је потиснула енглеска механика, која је и данас доминантна.